# 殊海虎属
殊海虎属（学名：Atopotarus）是海虎科下的一个属。

## 下属物种
本属包括以下物种：
- 库氏殊海虎 Atopotarus courseni (Downs, 1956)，库尔森殊海虎